# Wołodymyr Małaniuk
Wołodymyr Małaniuk, ukr. Володимир Маланюк (ur. 21 lipca 1957 w Archangielsku, zm. 2 lipca 2017) – ukraiński szachista, arcymistrz od 1987 roku.

## Kariera szachowa
Wielokrotnie uczestniczył w finałach mistrzostw Związku Radzieckiego, największy sukces osiągając w roku 1986 w Kijowie, gdzie zdobył srebrny medal. W latach 1980, 1981 i 1986 zwyciężył w mistrzostwach Ukraińskiej Socjalistycznej Republiki Radzieckiej. Pomiędzy 1994 a 1998 rokiem trzykrotnie reprezentował barwy Ukrainy na szachowych olimpiadach, dwukrotnie zdobywając drużynowe medale: srebrny w roku 1996 oraz brązowy w roku 1998. Oprócz tego, dwukrotnie wystąpił w drużynowych mistrzostwach świata (1993, 1997), w roku 1993 w Lucernie zdobywając dwa medale: złoty za indywidualny wynik na II szachownicy oraz srebrny, wraz z drużyną. W roku 1993 wystąpił w Groningen w turnieju międzystrefowym organizacji PCA (zajmując 34. miejsce), natomiast w 1997 (również w Groningen) w mistrzostwach świata systemem pucharowym, awansując do II rundy (w której przegrał z Jewgienijem Bariejewem).
Zwyciężył bądź podzielił I miejsca w wielu międzynarodowych turniejach (przede wszystkim otwartych), m.in. we Lwowie (1986), Frunze (1987), Budapeszcie (1989), Forli (1990, 1992), Espergærde (1992), Wiśle (1992), Bozen (1992), Ałuszcie (1994), Mikołajowie (1995), Moskwie (1995, 1996), Niszu (1996), Werfen (1996), Mińsku (1997), Świdnicy (1997), Jekaterynburgu (1997), Smoleńsku (1997), Polanicy-Zdroju (1998, 1999 – turnieje open), Puli (1999), Seefeld (1999), Tuli (2000), Krasnodarze (2001), Archangielsku (2002), Barlinku (2002), Koszalinie (2002, 2003), Kołobrzegu (2002, 2003), Grodzisku Mazowieckim (2003), Policach (2003, 2006), Krakowie (2003/04), Jarnołtówku (2004), Przełazach (2005), Chojnicach (2005), Rewalu (2005, turniej Konik Morski Rewala), Mielnie (2006, 2008), Jassach (2006), Polanicy-Zdroju (2007, memoriał Akiby Rubinsteina, open A), Wrocławiu (2008), Poznaniu (2008), Koszalinie (2008, 2009), Barlinku (2009), Karpaczu (2009), Calvi (2009) oraz Rivoltella sul Garda (2009).
Uwaga: Lista sukcesów niekompletna (do uzupełnienia od 2009 roku).
Najwyższy ranking w karierze osiągnął 1 lipca 1993 r., z wynikiem 2635 punktów zajmował wówczas 18. miejsce na światowej liście FIDE.